# Світська інвеститура
Світська інвеститура (англ. lay investiture) — середньовічне право світських правителів призначати (або просто затверджувати) вищих духовних осіб. Після відокремлення від духовної інвеститури світська проводилася вручанням скіпетра — емблеми світської влади, і закріпленням відповідних земель за ієрархами (до цього — вручанням персня та посоху).
Архієпископи, єпископи й настоятелі монастирів давали васальну клятву правителю, тим самим потрапляли до нього в залежне становище, зобов'язані нести всі повинності, тому під світською інвеститурою також розуміється церемонія введення васала у володіння феодом.

## Історія
У 1075 році папа Григорій VII, невдовзі після приходу до влади, видав декрет, за яким світську владу позбавили права призначати та звільняти ієрархів, а духовенству заборонили отримувати будь-які посади від світської влади. Відтоді розпочалася боротьба між світською та духовною владою за право призначати на духовні посади і надавати знаки сану (перстень та посох).
16 вересня 1112 року французький синод у В'єнні видав три декрети, в одному з яких світську інвеституру проголосив єрессю.
1122 році новий римський папа Калікст II та імператор Священної Римської імперії Генріх V підписали Вормський конкордат — компромісну угоду, за якою право призначати на церковно-ієрархічні посади залишалося за папою (духовна інвеститура), але імператор, хоч і відмовлявся від технічного права інвеститури з перснем і посохом, по-перше, зберігав голос у виборах єпископів, а по-друге, мав право затверджувати (або відкидати кандидатуру) канонічно призначених єпископів і абатів у васальному використанні церковних земель.
На відміну від Німеччини, де забезпечувалася участь імператора в обранні прелатів і якому одразу давалася світська інвеститура, в Італії та Бургундії світську владу позбавили участі в обранні прелатів, а інвеститура могла бути залучена не раніше, ніж через 6 місяців.